# Kamionek Wielki (Węgorzewo)
Kamionek Wielki (deutsch Ziegelei Steinort) ist ein Ort in der polnischen Woiwodschaft Ermland-Masuren, der zur Stadt- und Landgemeinde Węgorzewo (Angerburg) im Powiat Węgorzewski (Kreis Angerburg) gehört.

## Geographische Lage
Kamionek Wielki liegt westlich des Mauersees (polnisch Jezioro Mamry) im Nordosten der Woiwodschaft Ermland-Masuren. Die Kreisstadt Węgorzewo (Angerburg) ist in nordöstlicher Richtung zehn Kilometer entfernt.

## Geschichte
Die früher Ziegelei Steinort genannte Ortschaft war entstanden als ein Wohnplatz innerhalb des Gutsbezirks Klein Steinort (polnisch Sztynort Mały) und somit ab 1874 in den Amtsbezirk Steinort (Sztynort), der bis 1945 zum Kreis Angerburg im Regierungsbezirk Gumbinnen der preußischen Provinz Ostpreußen gehörte.
Am 17. Oktober 1928 schloss sich Klein Steinort mit Groß Steinort (Sztynort), Stawisken (1938 bis 1945 Teichen, polnisch Stawiska) und Stobben (Pniewo) zur neuen Landgemeinde Steinort (Sztynort) zusammen, und die Ziegelei Steinort wurde ein Wohnplatz dieser neuen Gemeinde.
Im Jahr 1945 kam der Ort Ziegelei Steinort in Kriegsfolge mit dem gesamten südlichen Ostpreußen zu Polen und heißt seitdem „Kamionek Wielki“. Der Ort ist heute eine Ortschaft im Verbund der Stadt- und Landgemeinde Węgorzewo im Powiat Węgorzewski, vor 1998 der Woiwodschaft Suwałki, seither der Woiwodschaft Ermland-Masuren zugehörig.

## Religionen
Die Bevölkerung von Ziegelei Steinort war vor 1945 mehrheitlich evangelischer Konfession und somit in die Kirche Rosengarten (polnisch Radzieje) innerhalb der Kirchenprovinz Ostpreußen der Kirche der Altpreußischen Union eingepfarrt. Die wenigen Katholiken gehörten zur Angerburger Pfarrkirche Zum Guten Hirten im Bistum Ermland.
Seit 1945 sind die katholischen Einwohner von Kamionek Wielki der Pfarrei Radzieje zugeordnet, die dem Bistum Ełk (Lyck) der Römisch-katholischen Kirche in Polen zugeordnet ist. Hier lebende evangelische Einwohner gehören zur Kirchengemeinde in Węgorzewo, einer Filialgemeinde der Pfarrei in Giżycko (Lötzen) in der Diözese Masuren der Evangelisch-Augsburgischen Kirche in Polen.

## Verkehr
Kamionek Wielki liegt an einer Nebenstraße, die von der Woiwodschaftsstraße DW 650 bei Przystań (Pristanien, 1938 bis 1945 Paßdorf) abzweigt und über Radzieje (Rosengarten) wieder zur DW 650 bei Nowa Różanka (Neu Rosenthal) und weiter zur DW 591 bei Stara Różanka (Alt Rosenthal) führt. Eine weitere von Silec (Schülzen) kommende Nebenstraße führt über Kamionek Wielki und Sztynort ((Groß) Steinort) nach Pozezdrze (Possessern, 1938 bis 1945 Großgarten) an der polnischen Landesstraße DK 63 und einstigen deutschen Reichsstraße 131.
Unter der Bezeichnung Groß Steinort bzw. Steinort war die Ortschaft Ziegelei Steinort vor 1945 eine Bahnstation an der Bahnstrecke Rastenburg–Angerburg. Als Bahnstation „Kamionek Wielki“ ist sie heute vom Bahnverkehr nahezu abgehängt, da die Bahnstrecke nicht mehr regulär betrieben wird.